# Abhörstation (Berlin)

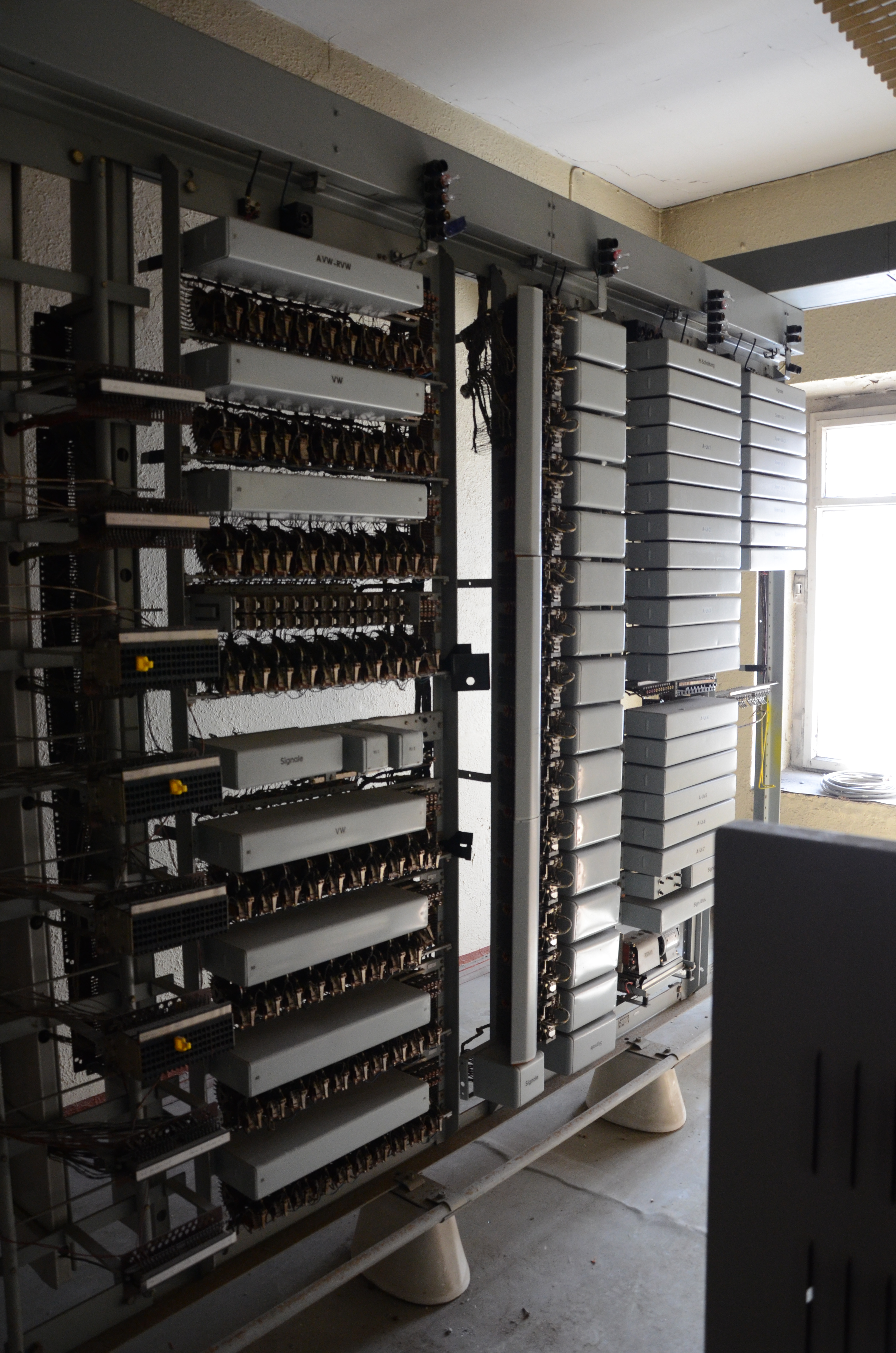
Telefonanlage im Erdgeschoss der Abhörstation

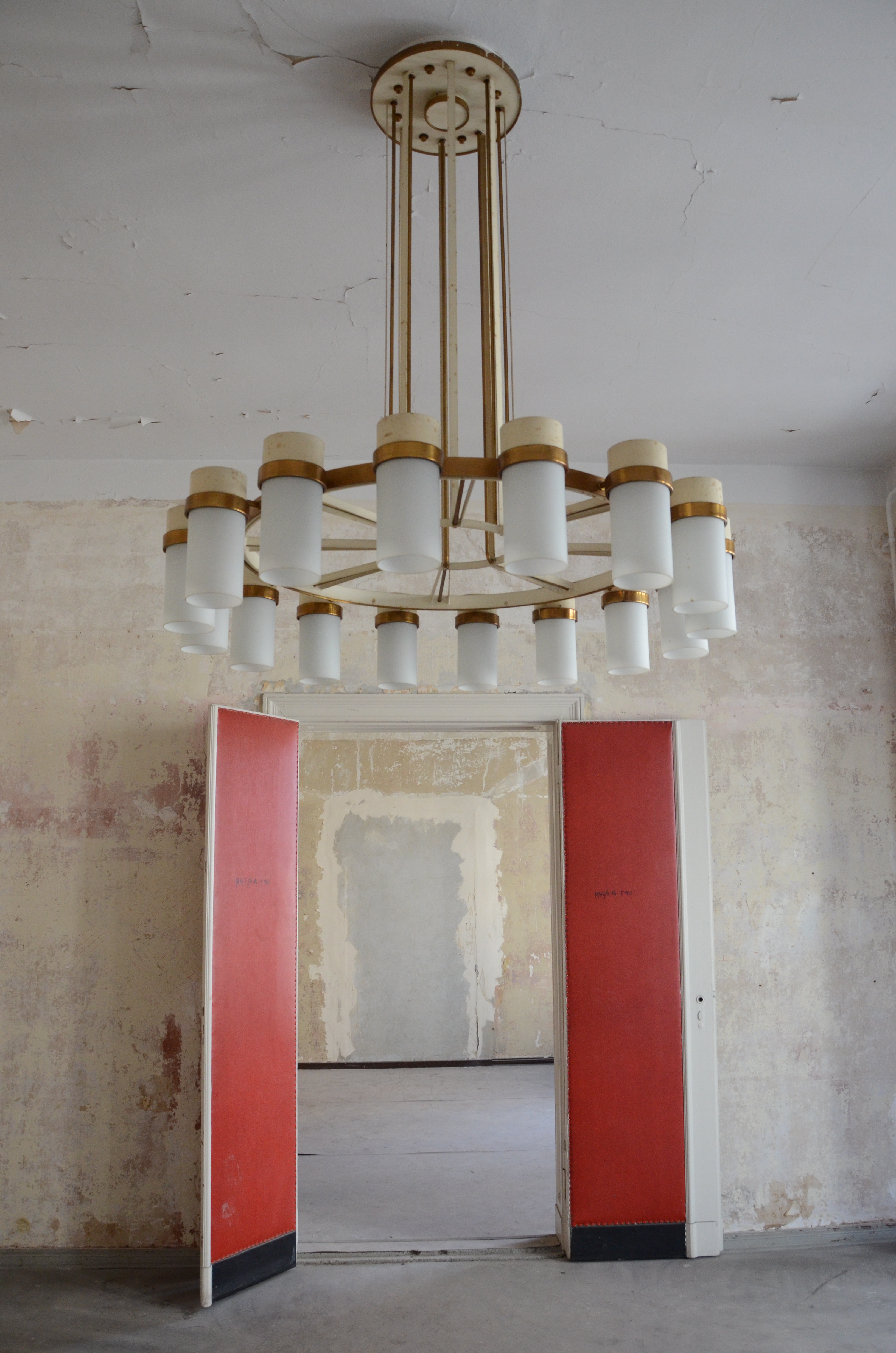
Kronleuchter

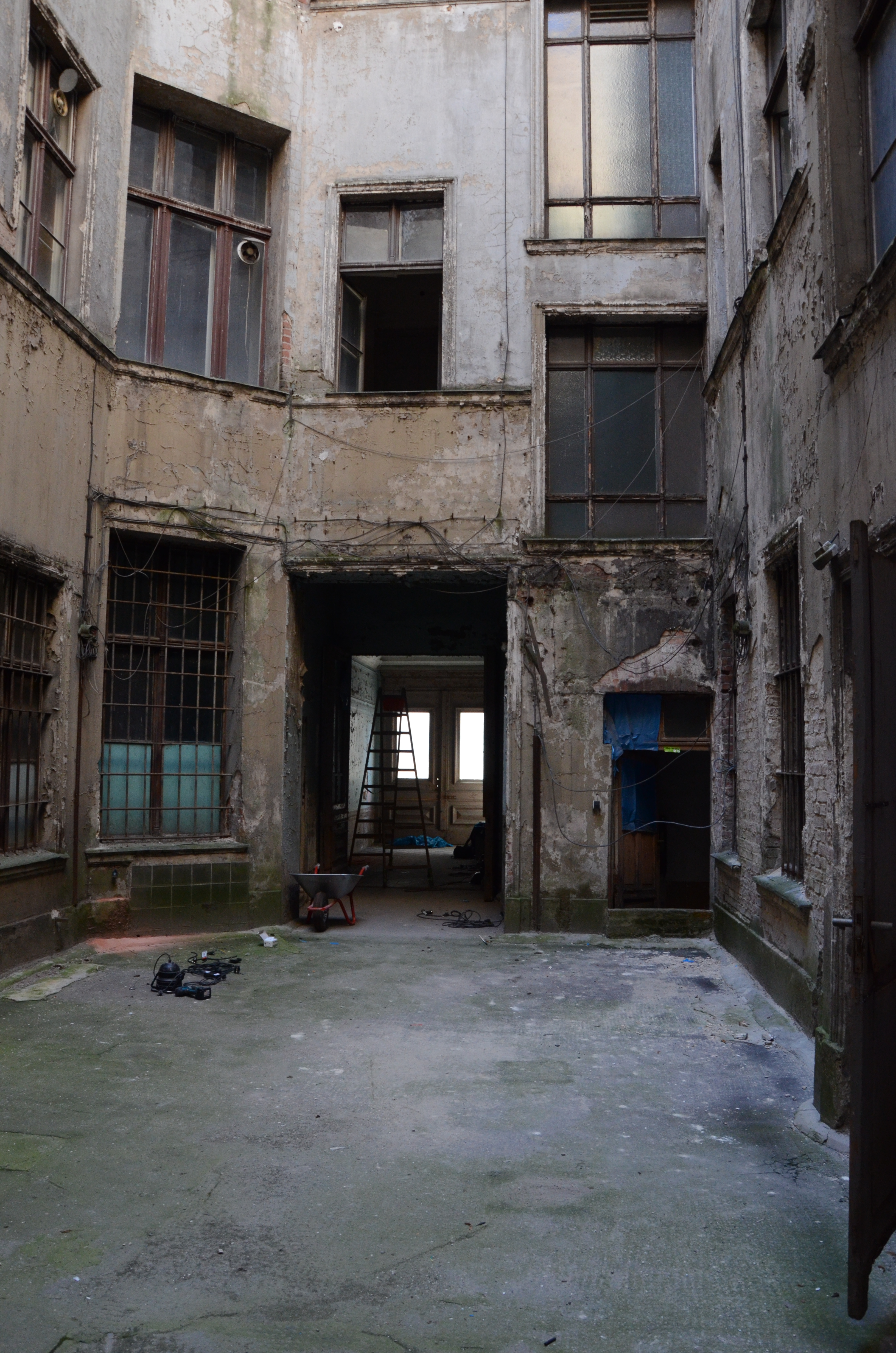
Innenhof

Das Eckgebäude Neustädtische Kirchstraße 3/Mittelstraße 41/42 am Neustädtischen Kirchplatz in Berlin-Mitte wurde 1880 erbaut. Von dem Gebäude aus wurde mutmaßlich zwischen 1977 und 1989 vom Ministerium für Staatssicherheit der DDR eine Abhörstation zur nachrichtendienstlichen Observation der Botschaft der USA bei der DDR auf der gegenüberliegenden Straßenseite betrieben, wovon die seinerzeit benutzte Abhöranlage noch erhalten ist. Nach dem politischen Umbruch 1989/1990 blieb das Gebäude 24 Jahre lang ungenutzt.

## Geschichte

### Eigentümer
Das Eckgrundstück Neustädtische Kirchstraße 3 / Mittelstraße Nr. 41 und Nr. 42 befand sich im Jahr 1799 noch in verschiedenen Händen. Es liegt neben den Grundstücken Unter den Linden 42 und Mittelstraße 43, dem ehemaligen Grundstück der Wagons-Lits.

### Weinbrennerei
Das Haus Mittelstraße 42 war 1799 nur zweigeschossig und wurde in jener Zeit von dem Branntweinbrenner George Lemm als Eigentümer bewohnt. 1823 starb G. Lemm im Alter von 89 Jahren. Sein Sohn Georg Friedrich Wilhelm Lemm führte die Brennerei weiter. Die Mitglieder der Familie Lemm verdienten sich durchweg als Branntweinbrenner, später als „Destillateure“ mit der Sprit- bzw. Rumfabrikation ihren Lebensunterhalt. Nach dem Verkauf des Grundstücks an den Hof-Apotheker Dr. Knop, der auch Inhaber der Spritfabrik wurde, wohnte die Familie Lemm weiterhin in dem Haus, bis zu seinem Abriss im Jahr 1880. Somit war die Familie Lemm mindestens 80 Jahre mit dem alten Haus in der Mittelstraße 42 verbunden. 1874 wurde der Bankier Emanuel Lohnstein Eigentümer des Grundstücks Mittelstraße 42, des benachbarten Grundstücks Nr. 41 und ab 1882 auch des Nachbargrundstücks Neustädtische Kirchstraße 3.

### Der Neubau
Kommerzienrat Lohnstein, Inhaber eines „Bank-, Commissions- und Speditionsgeschäfts“, ließ 1880 die alten Häuser in der Mittelstraße abreißen und auf der 618 m² großen Fläche einen Neubau errichten. Das neue Gebäude erhielt die Adresse Mittelstraße 41 / 42 und Neustädtische Kirchstraße 3. 1883 waren in dem Neubau insgesamt zwölf Mieter gemeldet, darunter der Berliner Maklerverein, der 1881 mit der Telefonnummer 8 zu den ersten Berliner Fernsprechteilnehmern gehörte. Des Weiteren befanden sich in dem Gebäude drei Bankgeschäfte und auch wieder ein Destillateur. Eines der Bankhäuser gehörte zu dieser Zeit Adolph Thiem, Börsenmakler und einer der bedeutendsten Kunstsammler des 19. Jahrhunderts.
Das Eckgrundstück wurde 1918 durch Lohnsteins Erben übernommen, die es bis 1993 in ihrem Besitz hatten. Das viergeschossige Haus mit je einem Erker zur Mittelstraße und Neustädtische Kirchstraße sowie einem Runderker an der Straßenkreuzung überstand den Zweiten Weltkrieg und ist nach völligen Entstuckung mit glatt abgeputzter Fassade erhalten. Nach dem Zweiten Weltkrieg waren in dem Gebäude unter anderem u. a. „Riechel’s Drogerie“, einen Kunstgewerbeladen und kurzzeitig die Gaststätte „Mittelklause“ untergebracht. Von 1965 bis 1990 befanden sich das Ost-Berliner Städtische Fremdenverkehrsunternehmen „Berlin Information“ und die Redaktion Wohin in Berlin in dem Gebäude.
Ab 1977 diente das benachbarte ehemalige Warenhaus für Armee und Marine und spätere Haus des Handwerks als Botschaft der USA bei der DDR. Frühestens seitdem wurde das Eckhaus offenbar vom Ministerium für Staatssicherheit der DDR für Abhörzwecke, genutzt, um die Botschaft nachrichtendienstlich zu überwachen.

## Aktuelle Nutzung des Gebäudes
Die nachrichtendienstliche Überwachung der Botschaft wurde nach dem politischen Umbruch 1989/1990 eingestellt, womit das Gebäude bis 2013 ungenutzt blieb. Es wurde zum ersten Mal am 27., 29. und 31. August 2013 mit der Dauerperformance „Auf der Suche nach dem verlorenen Klang“ mit den Künstlern Regina Schulte am Hülse, Nikolaus Neusser, Bernd Oezsezim, Malte Kebbel und Luise Czerwonatis der Öffentlichkeit zugänglich gemacht.
Unter der Leitung von Regina Schulte am Hülse gab es 2014 weitere Aufführungen, an denen auch der Jazzmusiker Theo Jörgensmann, der DJ und Produzent Mike Vamp, sowie der bildende Künstler Christian Korda teilnahmen.
2019/2020 wurde das Gebäude für eine neue Nutzung umfassend saniert. Im September 2022 eröffnete ein Hotel. In dem benachbarten 1993 bis 1995 errichteten Haus Pietzsch Unter den Linden 42 befindet sich das Café Einstein.